# Piotr Jaworski (artysta)
Piotr „Tuse” Jaworski (ur. 1977 w Gdańsku) – artysta streetartowy, członek gdańskiej grupy DSC (Double S Crew).

## Życiorys
Piotr „Tuse” Jaworski jest absolwentem wydziału Malarstwa i Grafiki Akademii Sztuk Pięknych w Gdańsku. Od 1995 roku tworzy swoje prace w miejskiej przestrzeni publicznej. Jego pierwsze projekty funkcjonują w szkolnych podręcznikach, ilustrując streetart jako dziedzinę sztuki. Jest założycielem Agencji Reklamowej Tusestudio, gdzie od 1999 roku działa jako artdirector. W 2021 roku brał udział w plebiscycie na Osobowość Roku w kategorii Kultura.

## Wybrane prace

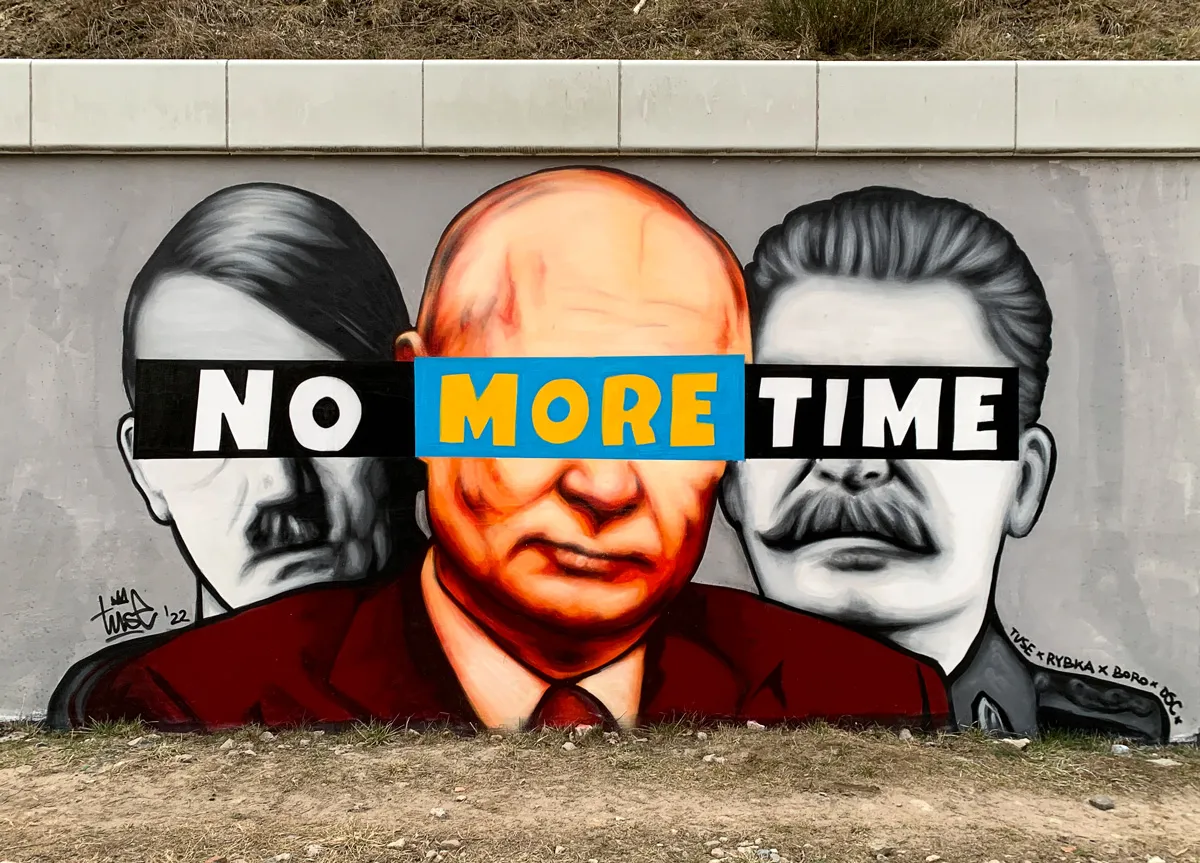
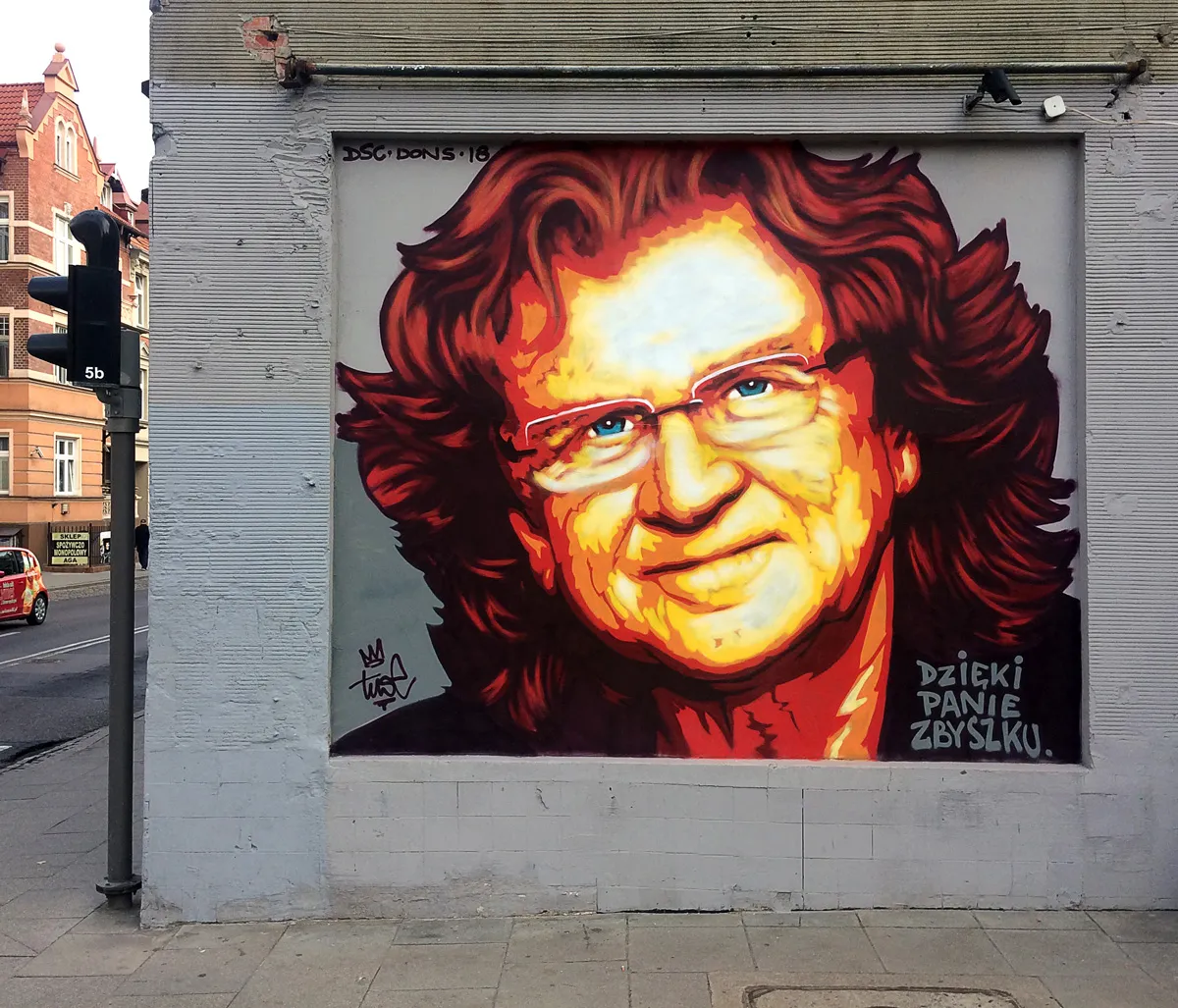
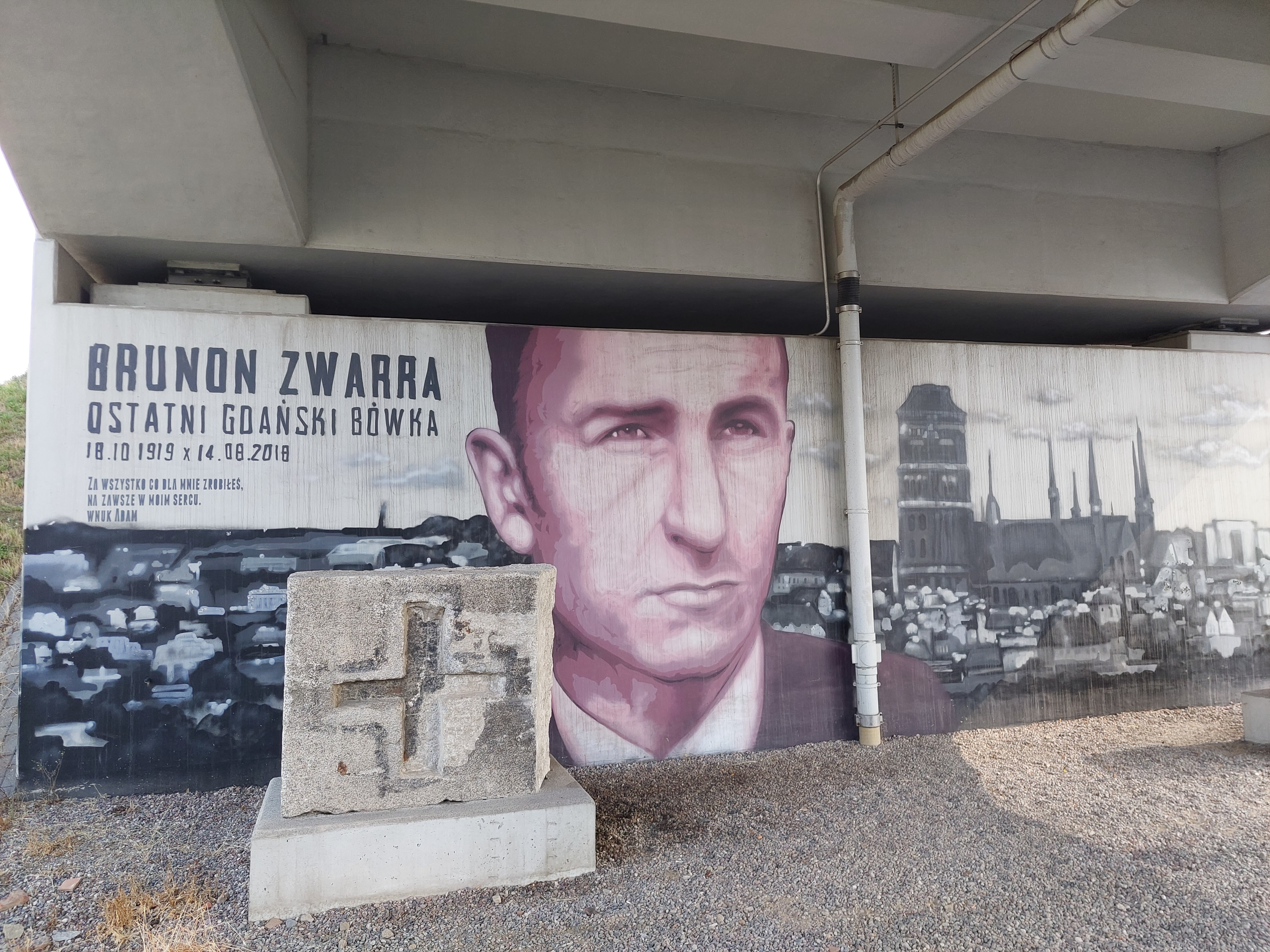

## Wystawy
| Rok  | Wystawa                                                             | Źródło |
| ---- | ------------------------------------------------------------------- | ------ |
| 2000 | State Gallery of Art Sopot                                          | [ 4 ]  |
| 2001 | Painting exibition – Miasto Krakoff, Kraków                         | [ 4 ]  |
| 2001 | Graffiti Art – A Gallery Nowy Jork                                  | [ 4 ]  |
| 2002 | Painting exibition – Japanese Art&Technology Centere – Manga Kraków | [ 4 ]  |
| 2003 | Painting exibition – Pauza, Kraków                                  | [ 4 ]  |
| 2011 | Painting exibition – SFINKS700 Sopot                                | [ 4 ]  |
| 2011 | Painting exibition – MIENTA Rzeszów                                 | [ 4 ]  |
| 2011 | Painting exibition – Koffee Karma Warszawa                          | [ 4 ]  |
| 2011 | Painting exibition – Brain Damage Gallery Lublin                    | [ 4 ]  |
| 2012 | Jazz Club Scena Świnoujście                                         | [ 4 ]  |
| 2012 | Painting exibition – Zatoka Sztuki Sopot                            | [ 4 ]  |

## Filmografia
| Rok  | Tytuł             | Produkcja  | Opis filu                                                                    | Źródło |
| ---- | ----------------- | ---------- | ---------------------------------------------------------------------------- | ------ |
| 2001 | Dj’s Super Cuts   | Tusestudio | Pierwszy oficjalny film o polskim turntablizmie.                             | [ 8 ]  |
| 2003 | Dj’s Super Cuts 2 | Tusestudio | Ekipa Dj Super Cuts prezentuje film o tym co robi i o naszych przyjaciołach. | [ 9 ]  |